# Doran-Gletscher
Der Doran-Gletscher ist ein Gletscher im ostantarktischen Viktorialand. Am Nordhang der Kukri Hills liegt er zwischen dem Sollas- und dem Marr-Gletscher.
Das Advisory Committee on Antarctic Names benannte ihn 1997 in Anlehnung an die Benennung des Doran Stream, der als Schmelzwasserfluss dieses Gletschers ins Taylor Valley führt. Dessen Namensgeber ist der US-amerikanische Paläolimnologie Peter T. Doran, der ab 1993 im Gebiet des McMurdo-Sunds und der Antarktischen Trockentäler tätig war.